# Dobbelt hestemynte
Hestemonarda eller dobbelt hestemynte (Monarda didyma) er en staude med en åben, opret vækst. Planten dyrkes i flere sorter, f.eks med lyserøde blomster. Den typiske lugt/duft findes på alle dele: stængler, blade og blomster – selv efter, at planten er visnet, langt ud på vinteren. Planten kaldes på engelsk for "bergamot" på grund af denne duft, som minder om den bergamotolie, der udtrækkes af citrusfrugten Bergamot. 

## Beskrivelse
Skuddene er lodrette og firkantede. Bladene er modsatte, ægformede med savtakket rand. Begge sider er grågrønne og tæt hårede. Blomsterne er samlet i hoveder ved bladhjørnerne og i skudspidsen. De enkelte blomster er uregelmæssige læbeblomster, og de findes i farver fra hvid over lyserød og klart rød til violet og blå. Frøene modner sjældent ordentligt her i landet.
Rodsystemet ligger meget højt, og det er tæt forgrenet med mange udløbere til alle sider. 
Højde x bredde og årlig tilvækst: 0,85 x 2 m (85 x 5 cm/år).

## Hjemsted
Hestemynte er en typisk prærieplante, der er udbredt i det centrale og østlige USA, hvor dens foretretrukne voksested er højtliggende og stenede, men fugtige floddale. 
I den sydlige del af Appalacherne findes blandede løv- og nåleskove, domineret af amerikansk bøg, gul-birk og sukker-løn. De vokser i højder over 1.300 meter i de amerikanske delstater North Carolina, Tennesee, Virginia og Georgia. Her findes arten sammen med bl.a. Aconitum reclinatum (en art af stormhat), agurkmagnolia, aksblomstret løn, alleghenybærmispel, almindelig skyggeblomst, amerikansk bøg, amerikansk lind, amerikansk snabelkalla, Carex pensylvanica (en art af Star), Claytonia caroliniana (en art af vinterportulak), Cornus alternifolia (en art af kornel), fliget solhat, gulbirk, hvid ageratina, høbregne, Phacelia fimbriata (en art af honningurt), purpurtreblad, rosenbrombær, rødagtig gran, Solidago curtisii (en art af gyldenris), sort sølvlys, storblomstret uvularia, stribet løn, sukkerløn, tobakspibeplante, træagtig hortensia og Viburnum lantanoides (en art af kvalkved)

## Note
1. ↑  Encyclopedia of Life:  Northern Hardwood Forest community Arkiveret 3. september 2014 hos  Wayback Machine – en lidt oversigtsagtig og kortfattet liste over denne skovtypes flora (på (engelsk))